# Onlinezugangsgesetz
Das Onlinezugangsgesetz (OZG) ist ein deutsches Gesetz, das als Art. 9 des Gesetzes zur Neuregelung des bundesstaatlichen Finanzausgleichssystems ab dem Jahr 2020 und zur Änderung haushaltsrechtlicher Vorschriften verkündet wurde. Es verpflichtet Bund und Länder, bis spätestens Ende 2022 ihre Verwaltungsleistungen auch elektronisch über Verwaltungsportale anzubieten und diese miteinander zu einem Portalverbund zu verknüpfen (§ 1 OZG).
Das Onlinezugangsgesetz wurde am 14. August 2017 erlassen. Es ist gemäß Art. 25 Abs. 1 des Gesetzes zur Neuregelung des bundesstaatlichen Finanzausgleichssystems ab dem Jahr 2020 und zur Änderung haushaltsrechtlicher Vorschriften am 18. August 2017 in Kraft getreten.
Die Umsetzung des Gesetzes ist sowohl im Koalitionsvertrag der 19. Wahlperiode des Bundestages als auch im Koalitionsvertrag der 20. Wahlperiode des Bundestages verankert.
Im Juli 2024 stimmte der Bundestag den Einigungsvorschlägen des Vermittlungsausschusses von Bundesrat und Bundestag zum „Gesetz zur Änderung des Onlinezugangsgesetzes sowie weiterer Vorschriften zur Digitalisierung der Verwaltung“ zu.

## Entstehung
Mit den Änderungen des Grundgesetzes vom 13. Juli 2017 wurde Art. 91c GG ein Absatz 5 angefügt. Art. 91c Absatz 5 GG normiert, dass der übergreifende informationstechnische Zugang zu den Verwaltungsleistungen von Bund und Ländern durch Bundesgesetz mit Zustimmung des Bundesrates geregelt wird. Auf dieser Grundlage wurde das OZG vom 14. August 2017 beschlossen.
In Erfüllung der neuen Gemeinschaftsaufgabe will das OZG die Kompetenzen von Bund, Ländern und Kommunen miteinander vernetzen, um die Digitalisierung der Verwaltung in Deutschland zu beschleunigen. Für die Praxis bedeutet das, dass Bund, Länder und Kommunen ihre jeweils eigenen Portale miteinander verknüpfen müssen.
Mit dem einheitlichen Nutzerkonto wird das Ziel verfolgt, Bürgern und Unternehmen eine „digitale Identität“ für ihre Kommunikation mit der öffentlichen Verwaltung im Internet bereitzustellen. Das Nutzerkonto kann für alle Online-Verwaltungsleistungen genutzt werden und soll von allen Portalen im Verbund akzeptiert werden. Es ist somit interoperabel.
Im „Gesamtvorhaben KONSENS“ wirken Bund und Länder nach dem ebenfalls im Juli 2017 ergänzten Art. 108 GG beim einheitlichen Einsatz von IT-Verfahren und Software sowie ihrer einheitlichen Entwicklung zusammen, um die von den Ländern im Auftrag des Bundes verwalteten Steuern gleichmäßig zu vollziehen (§ 1 des KONSENS-Gesetzes).

## Ziel und Inhalt
Ziel des OZG ist es, den Onlinezugang zu Verwaltungsleistungen zu verbessern bzw. zu ermöglichen. In § 2 OZG werden die Begriffe „Portalverbund“, „Verwaltungsportal“, „Verwaltungsleistungen“, „Nutzer“, „Nutzerkonto“, „Bürgerkonto“, „Organisationskonto“ und „IT-Komponenten“ im Sinne des Gesetzes definiert.

### Nutzerorientierung
Die Nutzerorientierung ist das oberste Prinzip des Servicestandards für die digitale Verwaltung, der ganzheitliche Qualitätsprinzipien für die Digitalisierung von Verwaltungsleistungen definiert. Die Entwicklung der digitalen Angebote ist so auszurichten, dass sie den Bedürfnissen der jeweiligen Zielgruppe entsprechen. Die Ansprüche der Nutzer und nicht die der jeweiligen Verwaltungsbehörden sollen im Mittelpunkt stehen. Leistungen, die thematisch zusammen gehören, werden in Themenfeldern zusammengefasst und zusammen digitalisiert – auch wenn die zuständigen Ämter und Behörden ganz unterschiedliche sind.

### Nutzer und Nutzerkonten
Nutzer im Sinne des OZG sind natürliche Personen, juristische Personen, Vereinigungen (soweit ihnen ein Recht zustehen kann) und Behörden. Ein Nutzerkonto ist eine zentrale Identifizierungs- und Authentifizierungskomponente, die eine staatliche Stelle anderen Behörden zur einmaligen oder dauerhaften Identifizierung zu Zwecken der Inanspruchnahme von Verwaltungsleistungen zur Verfügung stellt.
Bund und Länder müssen im Portalverbund Nutzerkonten bereitstellen, über die sich Nutzer für die im Portalverbund verfügbaren elektronischen Verwaltungsleistungen einheitlich identifizieren können (§ 3 OZG).
Bund und Länder bestimmen jeweils eine öffentliche Stelle, die den Nutzern die Einrichtung eines Nutzerkontos anbietet. Gleichfalls bestimmen Bund und Länder jeweils öffentliche Stellen, die die Registrierung von Nutzerkonten vornehmen dürfen (§ 7 OZG).
Der Nachweis der Identität des Nutzers eines Nutzerkontos kann auf unterschiedlichen Vertrauensniveaus erfolgen und muss die Verwendung des für das jeweilige Verwaltungsverfahren erforderlichen Vertrauensniveaus ermöglichen (§ 8 OZG). Je nach Antrag wird bei der Anmeldung zwischen Basisniveau, substantiellem und hohem Vertrauensniveau unterschieden. Die Online-Ausweisfunktion des Personalausweises geht bei allen Online-Anträgen.
Das eID-Karte-Gesetz vom 26. Juni 2019 ermöglicht auch nicht-deutschen Staatsangehörigen eines Mitgliedstaats der Europäischen Union oder eines Vertragsstaats des Abkommens über den Europäischen Wirtschaftsraum den Zugang zu deutschen digitalen Verwaltungsleistungen (E-Government-Dienstleistungen) mit einer Karte zum elektronischen Identitätsnachweis (eID-Karte).
Das Digitale Unternehmenskonto ist ein Organisationskonto, das von den Ländern Bayern und Bremen entwickelt wird und bundesweit zur Verfügung gestellt werden soll.

### Verwaltungsportale und Portalverbund für digitale Verwaltungsleistungen
Das Nutzerkonto Bund (NKB), auch als BundID bezeichnet, ist ein vom IT-Planungsrat angeschobener Portalverbund, der im Jahr 2019 online gegangen ist. Das Angebot soll es Bürgern ermöglichen, freiwillig ein Konto zu eröffnen, mit dem sie sich gegenüber allen im Portalverbund registrierten Verwaltungen authentisieren können.
Im November 2020 waren 10.000 Bürgerkonten beim Nutzerkonto Bund registriert.
Ende 2021 waren es 80.000 Konten, Mitte Februar 2022 über 100.000 Konten
und Mitte September 2022 über 200.000 Konten.
Mit dem Portalverbund soll sichergestellt werden, dass Nutzer über alle Verwaltungsportale von Bund und Ländern einen barriere- und medienbruchfreien Zugang zu elektronischen Verwaltungsleistungen erhalten. Mit der Verabschiedung des Registermodernisierungsgesetzes im März 2021 konnte das Once-Only-Prinzip für Bürger mithilfe der Steuerlichen Identifikationsnummer realisiert werden. Im Juli 2021 wurde vom Bundestag das Gesetz zur Errichtung und Führung eines Registers über Unternehmensbasisdaten und zur Einführung einer bundeseinheitlichen Wirtschaftsnummer für Unternehmen (Unternehmensbasisdatenregistergesetz – UBRegG) beschlossen. Die Realisierung des Once-Only-Prinzips für Unternehmen dürfte frühestens ab 2024 möglich sein.
Die Bundesregierung wird zusammen mit dem IT-Planungsrat dazu ermächtigt, IT-Komponenten nach § 2 Abs. 6 OZG verbindlich vorzugeben. Die Länder können von den in der Rechtsverordnung getroffenen Regelungen durch Landesrecht abweichen, soweit sie für den Betrieb im Portalverbund geeignete IT-Komponenten bereitstellen (§ 4 OZG).
Die zur Gewährleistung der IT-Sicherheit erforderlichen Standards werden durch Rechtsverordnungen des Bundesministeriums des Innern ohne Zustimmung des Bundesrates festgelegt. Hier ist § 9 des Bundesdatenschutzgesetzes zu berücksichtigen. Von den in der Rechtsverordnung getroffenen Regelungen kann durch Landesrecht nicht abgewichen werden (§ 5 OZG).
Für die Kommunikation zwischen den im Portalverbund genutzten informationstechnischen Systemen legt das Bundesministerium des Innern im Benehmen mit dem IT-Planungsrat durch Rechtsverordnung ohne Zustimmung des Bundesrates die technischen Kommunikationsstandards fest (§ 6 OZG).

### OZG Portalverbund und Single Digital Gateway (SDG)
Das Europäische Parlament und der Europäische Rat haben im Jahr 2018 beschlossen, mit dem Single Digital Gateway (SDG) ein einheitliches digitales Zugangstor zur Verwaltung in der EU zu schaffen. Das SDG und das Onlinezugangsgesetz (OZG) haben dasselbe Ziel: Das digitale Angebot der Verwaltung soll über ein einziges Portal zu finden sein. Auf europäischer Ebene soll die Plattform „Your Europe“ zur zentralen Anlaufstelle für die Angebote der öffentlichen Verwaltungen aller europäischen Mitgliedsstaaten werden.

### Bekanntgabe von Verwaltungsakten
Behörden können Verwaltungsakte elektronisch über das Postfach im Sinne des OZG (vgl. § 2 Abs. 7 OZG) bekannt geben, wenn der Nutzer zu diesem Verfahren seine Einwilligung erteilt hat. Das Verfahren befindet sich jedoch noch nicht im Einsatz.

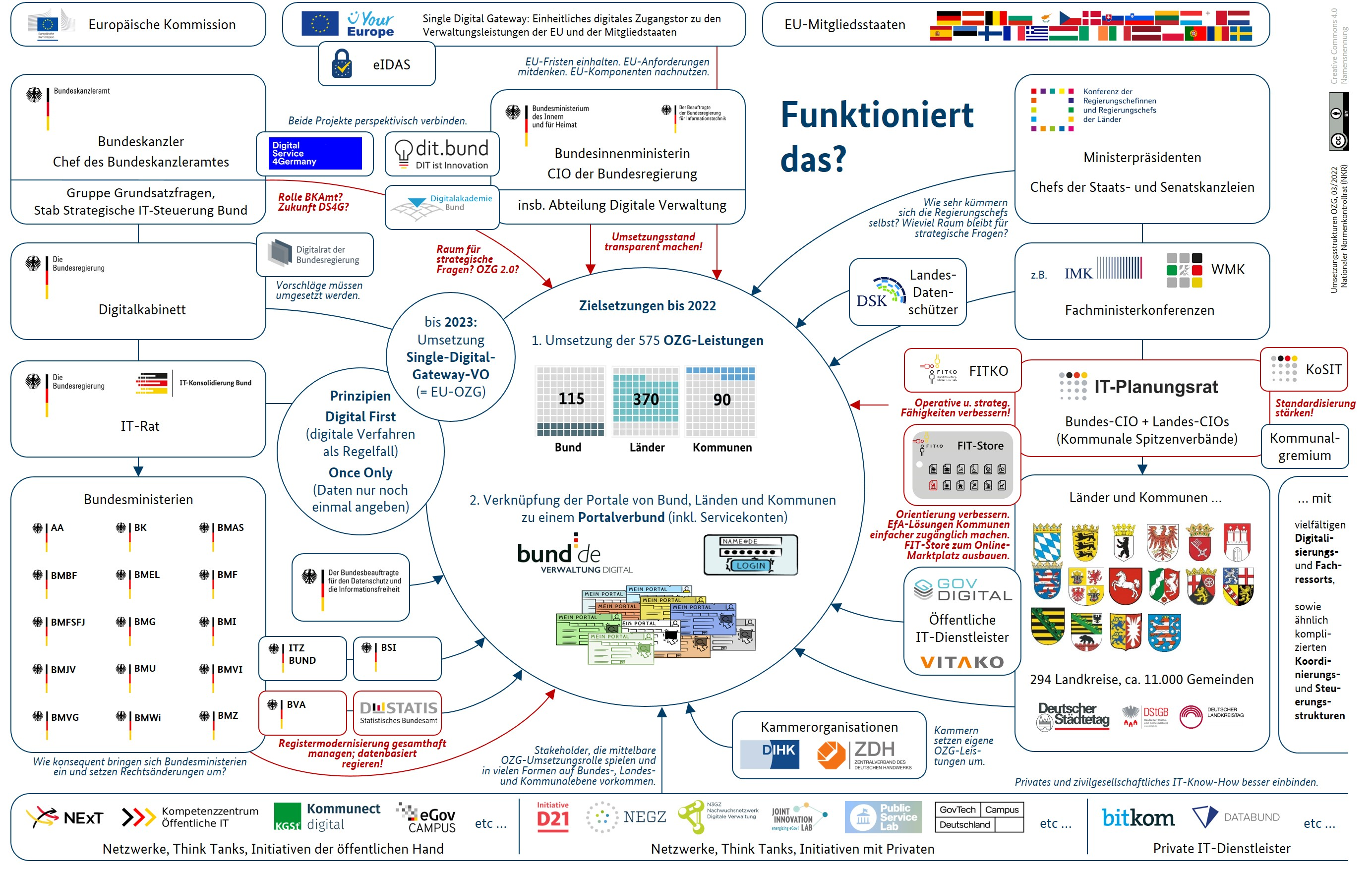
Funktioniert das? Quelle: Nationaler Normenkontrollrat 2022

## Umsetzung
Über 6.000 Verwaltungsleistungen, zusammengefasst in 575 OZG-Leistungsbündeln, müssen auf Bundes-, Länder- und kommunaler Ebene bis Ende 2022 digitalisiert werden. Für etwa 115 der 575 Leistungsbündel ist der Bund sowohl für Regelung als auch Vollzug zuständig. Bei etwa 90 Leistungen liegt sowohl die Regelungs- als auch die Vollzugskompetenz bei Ländern und Kommunen. Beim größten Teil der Leistungen (370) liegt die Regelungskompetenz beim Bund, der Vollzug aber bei den Ländern und Kommunen.

### Servicestandard für die digitale Verwaltung
Um sicherzustellen, dass Bürger und Unternehmen die angebotenen digitalen Dienste auch tatsächlich nutzen werden, wurden 19 Prinzipien in einem Servicestandard für die digitale Verwaltung festgelegt, die nach 6 Kategorien (Nutzerzentrierung, Vorgehen, Zusammenarbeit, Offenheit, Technischer Betrieb und Wirkungscontrolling) gegliedert sind.
Nutzerzentrierung:
- Erhebung und Bewertung von Nutzeranforderungen[32]
- Einfache und intuitive Nutzung[33]
- Barrierefreiheit, Bürgernähe und Genderneutralität[34]
- Once-Only-Prinzip[35]
- Datenschutz[36]
- Förderung digitaler Nutzung[37]

Vorgehen:
- Rechtliche Änderungsbedarfe[38]
- Agiles Vorgehen[39]
- Integration Portalverbund[40]

Zusammenarbeit:
- Ebenenübergreifende Zusammenarbeit[41]
- Entwicklungsgemeinschaften[42]

Offenheit:
- Offene Standards[43]
- Open Source[44]
- Wiederverwendung und Nachnutzung[45]

Technischer Betrieb:
- IT-Sicherheit und Support[46]
- Interoperabilität[47]
- Technologische Evaluation[48]

Wirkungscontrolling:
- Evaluation der Nutzerzufriedenheit[49]
- Nutzerzentrierte Weiterentwicklung[50]

Im Juli 2021 veröffentlicht der Nationale Normenkontrollrat ein digitales Servicehandbuch sowie eine Begleitstudie zur Unterstützung der OZG-Umsetzung.

### Themenfelder und Lebenslagen/Unternehmenslagen
Die OZG-Leistungen wurden in 14 Themenfelder unterteilt. Diese 14 Themenfelder bilden insgesamt 35 Lebenslagen und 17 Geschäftslagen für Unternehmen ab. Für jedes Themenfeld übernimmt ein Tandem aus Bundesressort und Bundesland die Federführung. In den Themenfeldern werden im Rahmen von sogenannten „Digitalisierungslaboren“ Lösungen erarbeitet, welche dann die anderen Länder übernehmen können:

#### Arbeit & Ruhestand
Das Themenfeld organisiert den Onlinezugang zu Verwaltungsleistungen rund um die soziale Sicherheit.

#### Bauen & Wohnen
Das Themenfeld Bauen & Wohnen digitalisiert über 60 Verwaltungsleistungen, z. B. Baugenehmigungen, Ummeldung nach Umzug oder Breitbandausbau, Denkmalschutz. Ziele sind schnellere, digitale Planungs- und Genehmigungsprozesse.

#### Bildung
Mit „BAföG Digital“ ist das erste Pilotprojekt seit dem Herbst 2021 in allen Bundesländern verfügbar.

#### Ein- & Auswanderung
Visumantrag, Verpflichtungserklärung, Aufenthaltstitel oder Einbürgerung: Das Themenfeld arbeitet an der nutzerfreundlichen Digitalisierung von Verwaltungsleistungen im Bereich Migration.

#### Engagement & Hobby
Das Themenfeld Engagement & Hobby deckt rund 40 OZG-Leistungen ab, darunter Waffenrecht, Haustierhaltung, Sportförderung und Kirchenaustritte.
Die Ermöglichung eines Online-Kirchenaustritts ist bundesweit umstritten, obwohl dieser im OZG vorgesehen ist.

#### Familie & Kind
Das Themenfeld kümmert sich um digitale Verwaltungsleistungen rund um Ehe und Familie: Adoption, Pflegekinder, Elterngeld, Eheschließung, Namensänderung, Geburt, Familienförderung. Das Themenfeld führt Leistungen auf Basis des Sozialgesetzbuchs mit denen des Personenstandsrechts zusammen.

#### Forschung & Förderung
Das Themenfeld soll Förderprogramme für Bürger sowie Unternehmen unkompliziert auffindbar machen, sodass diese in Zukunft digital beantragt und abgewickelt werden können.

#### Gesundheit
Bei der Digitalisierung von Gesundheitsleistungen (z. B. Schwerbehindertenausweis) sollen der nutzerfreundliche Umgang mit sensiblen Daten, emotionalen Lebenslagen sowie barrierefreie Antragsprozesse an erster Stelle stehen.

#### Kammerleistungen
Die Kammern sind als Teil der mittelbaren Landesverwaltung fest verankert in der Verwaltungslandschaft der Bundesrepublik Deutschland. Ähnlich wie Bund, Länder und Kommunen sind auch die Kammern durch das OZG verpflichtet, Verwaltungsleistungen künftig digital anzubieten. Die Dachverbände DIHK und Zentralverband des Deutschen Handwerks (ZDH) koordinieren die Digitalisierung der Kammerleistungen.

#### Mobilität & Reisen
In Digitalisierungslaboren werden digitale Lösungen im Bereich der Fahrerlaubnis entwickelt.

#### Querschnittsleistungen
Von der Geburtsurkunde bis zum Gewerbezentralregister: Das Themenfeld Querschnittsleistungen arbeitet an der Digitalisierung von Leistungen, die häufig als Nachweise in anderen Antragsprozessen benötigt werden.

#### Recht & Ordnung
Das Themenfeld umfasst ein breites Spektrum an Leistungen, von der Online-Anzeige über Fundsachen bis hin zu finanziellen Hilfen bei Elementarschäden im Falle von Naturkatastrophen.

#### Steuern & Zoll
Das Themenfeld umfasst etwa 30 OZG-Leistungen, welche nachgefragt werden, wenn beispielsweise Steuern zu erklären, Abgaben zu leisten oder Zölle für einen grenzüberschreitenden Waren- und Dienstleistungsverkehr zu entrichten sind.

#### Umwelt
Das Themenfeld soll Unternehmen und weiteren Nutzern die digitalen Beantragungen rund um Umweltschutz und Anlagensicherheit digital ermöglichen.

#### Unternehmensführung & -entwicklung
Das Themenfeld Unternehmensführung & -entwicklung digitalisiert mehr als 1.000 Verwaltungsleistungen für die Wirtschaft.

### Arbeitsteilung zwischen Bund und Ländern
Da der OZG-Leistungskatalog sowohl Leistungen des Bundes als auch Leistungen der Länder und Kommunen beinhaltet, wurden für die Umsetzung zwei nach Verantwortungsbereich gegliederte Programme gebildet – Digitalisierungsprogramm Bund und Digitalisierungsprogramm Föderal – um eine effiziente arbeitsteilige Umsetzung zu gewährleisten. Zur Unterstützung bei der Umsetzung der Digitalisierungsprogramme wird ein OZG-Leitfaden online bereitgestellt.
Digitalisierungslabore und Design-Thinking-Workshops sollen nutzerfreundliche Online-Lösungen bei der Umsetzung des OZG sicherstellen.

#### Digitalisierungsprogramm Bund
Das Digitalisierungsprogramm Bund beinhaltet alle Leistungen, die im Aufgabenbereich des Bundes liegen und für die der Bund in alleiniger Verantwortung zuständig ist. Das Bundesministerium des Innern und für Heimat (BMI) ist zentraler Ansprechpartner, bietet fachliche Unterstützung und verwaltet die zentralen Haushaltsmittel für die Umsetzung der Leistungen des Bundes. Die Verantwortung für die Umsetzung des OZG liegt bei den jeweils zuständigen Bundesressorts bzw. den von ihnen mit der Bereitstellung einer Leistung beauftragen Behörden und Einrichtungen.

#### Digitalisierungsprogramm Föderal
Das Digitalisierungsprogramm Föderal beinhaltet alle Leistungen, die von den Ländern und Kommunen erbracht werden. Hier arbeiten Bund, Länder und Kommunen arbeitsteilig zusammen. Der IT-Planungsrat, der mit der FITKO eine Organisation etabliert hat, die entsprechende Kompetenzen und Ressourcen besitzt, übernimmt – in enger Zusammenarbeit mit der Anwendung Föderales Informationsmanagement (FIM) – die technische Koordination der Umsetzung.
Das Motto „Einer für Alle“ (EfA-Prinzip) steht im Mittelpunkt des föderalen Digitalisierungsprogramms. Jedes Bundesland sollte Leistungen so digitalisieren, dass andere Bundesländer den jeweiligen Online-Prozess nicht noch einmal selbst entwickeln müssen, sondern den Dienst mittels standardisierter Schnittstellen mit nutzen können. Die Kosten für Betrieb und Weiterentwicklung des Dienstes teilen sich die angeschlossenen Länder und Kommunen.
In Bayern bietet die AKDB mit ihrem Bürgerservice-Portal (BayernID) die technischen und inhaltlichen Dienste für die Verwirklichung des OZGs an. Das Bürgerservice-Portal (BayernID) ist im bayerischen Portalverbund im Einsatz und wird bundesweit von über 1300 Verwaltungen genutzt. Auch in Hamburg, Schleswig-Holstein, Bremen und Sachsen-Anhalt sind Service-Portale im Einsatz. Sie basieren auf der Online-Service-Infrastruktur, einer von Dataport entwickelten und betriebenen Plattform zur Bereitstellung von Online-Diensten.
Im November 2020 gründen die Bundesländer Saarland, Rheinland-Pfalz und Hessen den OZG-Verbund Mitte mit der gemeinsamen technischen Plattform civento des IT-Dienstleisters ekom21. Im August 2021 ist als viertes Bundesland Thüringen dem OZG-Verbund Mitte beigetreten.
Als erste Bundesländer haben im Februar 2022 Hessen und das Saarland bekannt gegeben, dass sie das Nutzerkonto Bund (NKB) für Land und Kommunen einführen werden.
Im Februar 2022 drängen neun deutsche Bundesländer bei der Bundesregierung in einem gemeinsamen Positionspapier (Fünf „Essentials“ für ein OZG 2.0) auf eine Weiterentwicklung des OZG. Sie fordern darin unter anderem eine effizientere und transparentere Steuerung und Finanzierung sowie eine zeitnahe föderale Weiterentwicklung des OZG-Rechtsrahmens.
In Nordrhein-Westfalen muss ein Kirchenaustritt nach dem Kirchenaustrittsgesetz entweder mündlich beim Amtsgericht erklärt oder schriftlich in öffentlich beglaubigter Form abgegeben werden. Ein Kirchenaustritt online ist bundesweit nach der derzeitigen Rechtslage nicht möglich.

### Reifegradmodell
Im Rahmen der Umsetzung des OZG wird mit einem Reifegradmodell festgelegt, welchen Digitalisierungsgrad eine Verwaltungsleistung erreichen muss, um die Vorgaben des OZG zu erfüllen. Das Modell misst die Online-Verfügbarkeit auf einer Skala von 0 (die Leistung ist nur offline verfügbar) bis 4 (die Leistung kann vollständig digital abgewickelt werden):
- 0: Keine Information online verfügbar.
- 1: Die Leistungsbeschreibung ist online verfügbar und das PDF steht als Download zum Ausdruck zur Verfügung.
- 2: Eine Online-Beantragung ist grundsätzlich möglich. Nachweise können regelmäßig noch nicht online übermittelt werden.
- 3: Die Online-Leistung kann einschließlich aller Nachweise vollständig digital abgewickelt werden. Der Bescheid wird digital zugestellt.
- 4: Die Once-Only-Beantragung ist online möglich, bei der Daten und Nachweise aus Registern der Verwaltung abgerufen werden können (statt durch Nutzer eingereicht).

### Umsetzungsmonitoring

#### Dashboard Digitale Verwaltung der Bundesregierung
Seit Oktober 2020 gibt ein vom Bundesinnenministerium online bereitgestelltes OZG-Dashboard einen Überblick darüber, welche und wie viele Verwaltungsleistungen in Deutschland aktuell online verfügbar sind. Das OZG-Dashboard wurde umgestaltet und im Mai 2022 in Dashboard Digitale Verwaltung umbenannt.

#### Monitor Digitale Verwaltung des Nationalen Normenkontrollrats
Seit Oktober 2018 begleitet der Nationale Normenkontrollrat die Umsetzung des OZG mit dem Monitor Digitale Verwaltung. Die Kernbotschaften der bisher erschienenen Monitore im Überblick:
- Monitor #1 – (September 2018): 1. Wo bleibt der digitale Staat? (Once-Only-Prinzip), 2. Bundeskanzleramt, Ministerpräsidenten und Bundesinnenministerium in der Verantwortung, 3. Gemeinschaftswerk OZG – Alle Länder müssen mitmachen!
- Monitor #2 – (Mai 2019): 1. Start geglückt – Jetzt heißt es Kurs halten und Fahrt aufnehmen, 2. Kein Volldampf ohne funktionierenden Maschinenraum – Föderales Architekturmanagement beginnen und Gesamtstrategie Registermodernisierung entwickeln, 3. Das Reiseziel muss den Reisenden gefallen und nicht der Besatzung – Wie kommen wir von einer nach wie vor starken Angebotsorientierung zu einer echten Nachfrageorientierung?
- Monitor #3 – (Oktober 2019): 1. Wie wird das OZG zum Erfolg? – Zielsetzung klarmachen und vom Ende her denken. Flächendeckung Priorität einräumen und gemeinsam handeln!, 2. Wo bleibt die Gesamtarchitektur? – Technische Umsetzung erleichtern und Flächendeckung unterstützen. Nur so kann Vielfalt funktionieren!, 3. Noch 3 Jahre OZG! – Jetzt Zwischenziele definieren und Monitoring schärfen. Datenschutzfrage bis Ende 2019 klären!
- Monitor #4 – (September 2020): 1. Halbzeit beim OZG: Noch ist nicht viel zu sehen – Wir brauchen Transparenz über den Umsetzungsstand und dürfen das Ziel nicht aus den Augen verlieren, 2. Die Konjunkturmilliarden können helfen, aber Geld allein macht nicht glücklich – Wir müssen Komplexität reduzieren und wettbewerbsfreundlich standardisieren, 3. Die Digitalisierung fängt beim Gesetzentwurf an – Wir müssen die Vollzugs- und Digitaltauglichkeit unserer Gesetze verbessern und mit einem Digital-TÜV systematisch kontrollieren.
- Monitor #5 – (Mai 2021): 1. Außer Spesen noch nicht viel gewesen. Die OZG-Umsetzung wechselt von der Aufwärmphase in die Leistungsphase. Jetzt wird sich zeigen, ob sich der gewählte Ansatz bewährt und wie schnell in der Fläche skaliert werden kann. Der Erfolg des OZG ist weiterhin ungewiss, 2. Trotz positiver Entwicklungen ist die Nachhaltigkeit der gegenwärtigen OZG-Strategie fraglich. Die deutsche Verwaltungsdigitalisierung muss schnellstmöglich in Richtung industrieller Produktionsmuster weiterentwickelt werden. Dafür braucht es zusätzliche Strategiekapazitäten, 3. Nutzerfreundlichkeit und Effizienzgewinne lassen sich nur durch ein modernes Datenmanagement erreichen. Registermodernisierung und Co. sind in Bedeutung und Dimension mit dem OZG vergleichbar. Die Umsetzung muss energischer vorangetrieben werden.
- Monitor #6 – (September 2021)[97]: Empfehlungen für die kommende Legislaturperiode: 1. Verbindliches, deutschlandweites Standardisierungsregime für die öffentlichen IT einführen, 2. ‚Datengetriebenes Regieren‘ als verbindliches Grundprinzip für die Gestaltung und Erbringung öffentlicher Leistungen festschreiben, 3. Durchsetzungsstarke, Ressort und Ebenen übergreifende Gesamtkoordinierung der Registermodernisierung aufsetzen, 4. Digitaltauglichkeit des Rechts erhöhen – Rechtsbegriffe modularisieren, Digi-Check einführen, 5. Flächendeckung erleichtern, Orientierungs- und Transaktionskosten senken, App-Store für die Verwaltung einrichten, 6. IT-Entwicklung und Betrieb durch Plattformkonzepte und ein föderales Architekturmanagement vereinfachen und professionalisieren, 7. Strategiekapazität von Bund und Ländern stärken, Entscheidungswege beschleunigen, 8. Digitalisierungsagentur statt Digitalisierungsministerium – Operative Leistungsfähigkeit der föderalen IT-Koordinierung (FITKO) stärken.

#### Weitere Entwicklungen
Anfang Mai 2022 hat der IT-Planungsrat eine priorisierte Umsetzung von 35 Verwaltungsleistungen („OZG-Booster“) nach dem Prinzip Einer-für-Alle beschlossen, nachdem deutlich geworden war, dass eine vollständige Digitalisierung der 575 OZG-Leistungen bis zum Jahresende 2022 nicht gelingen würde.
Im Rahmen der OZG-Umsetzung haben Hessen und Rheinland-Pfalz im August 2022 ein „Breitband-Portal“ initiiert, das Verwaltungsverfahren rund um den Breitbandausbau medienbruchfrei digitalisieren soll.
Schlussendlich waren mit dem Ablauf der ursprünglichen Umsetzungsfrist des OZG am 31. Dezember 2022 nur 105 der angepeilten 575 Leistungen bundesweit verfügbar. Die Umsetzung von Leistungen wurde jedoch auch nach Ablauf der Frist weiter fortgesetzt.

## Stellungnahmen und Kritik
Im Februar 2017 begrüßte die Bundes-Arbeitsgemeinschaft Kommunaler IT-Dienstleister Vitako die Absicht der Bundesregierung, das Angebot für elektronische Verwaltungsleistungen auszubauen und dafür Portale von Bund und Ländern zu verknüpfen. Dabei solle es vorrangig darum gehen, gemeinsame Standards zu entwickeln statt um teure Vorgaben durch den Bund.

### 2021
Im März 2021 schlugen sechs Städte auf der Jahreskonferenz des IT-Planungsrates in Dresden (Motto: So geht Zukunft.Digital) gemeinsam eine tiefgreifende Neuausrichtung der Digitalisierung der kommunalen Verwaltung vor. Im Vortrag Kommunalverwaltung weiterdenken – Perspektiven über das OZG hinaus wurden fünf zentrale Forderungen gestellt:
- Komplexität verringern
- Digitale Daseinsvorsorge stärken
- Zentrale IT-Verfahren und Prozesse für zentrale Aufgaben
- OZG als Treiber für durchgängige Verwaltungsdigitalisierung nutzen
- Nutzer und Nutzerinnen in den Mittelpunkt stellen

Die Kommunen fühlten sich von Bund und Ländern bei der Umsetzung des OZG lange ungenügend unterstützt. Deshalb wurden diese sogenannten „Dresdner Forderungen“ formuliert, die im Mai 2021 vom Deutschen Städtetag formell adaptiert wurden.
Im Oktober 2021 berichtete die Initiative d21 in ihrer Studie eGovernment Monitor 2021, dass die digitale Verwaltung bislang nicht in der Breite der Bevölkerung ankomme.
Der Staats- und Verwaltungsrechtler Hans-Peter Bull hält die mit dem OZG angestrebte vollständige Digitalisierung der Verwaltungsleistungen für einen Irrweg. Er empfiehlt eine verbesserte informationstechnische Infrastruktur der Verwaltung, insbesondere die technische Koordination der verschiedenen Verwaltungsebenen.

### 2022
Die Arbeitsgruppe Kritische Infrastrukturen (AG KRITIS) bemängelt, dass die Sicherheitsstandards und Normen der am 20. Januar 2022 erlassenen Verordnung zur Gewährleistung der IT-Sicherheit der im Portalverbund und zur Anbindung an den Portalverbund genutzten IT-Komponenten (ITSiV-PV) ungenügend sind, um IT-Sicherheit im Kontext des OZG sicherzustellen.
Im April 2022 kritisierte der Bundesrechnungshof, dass das Bundesministerium des Innern und für Heimat Fortschritte bei der Digitalisierung in seinen Berichten beschönigt.
Im Juni 2022 mahnte der Bundesvorsitzende des DBB Beamtenbund und Tarifunion, Ulrich Silberbach, in einem Gespräch mit dem Innenausschuss des deutschen Bundestages eine zügige Umsetzung des Onlinezugangsgesetzes an.
Im Juli 2022 kritisieren die Initiative Neue Soziale Marktwirtschaft und die Bundesvereinigung der Deutschen Arbeitgeberverbände die schleppende Verwaltungsdigitalisierung in Deutschland.
Eine Studie der Friedrich-Ebert-Stiftung vom Juli 2022 reflektiert die niedrigen Nutzungsquoten neuer digitaler Angebote im Rahmen des OZG und konstatiert, dass diese für Bürger offenbar (noch) nicht den gewünschten Mehrwert liefern. Als Begründung heißt es aus den Kommunen, die Antragstellung sei online nicht einfacher als analog.
Im August 2022 warf die digitalpolitische Sprecherin der Linksfraktion, Anke Domscheit-Berg, Regierungen in Bund und Ländern vor, bei der Digitalisierung falsche Schwerpunkte zu setzen. Sie kritisierte zudem, dass es keine zentrale Anlaufstelle gebe, wo man den Stand der Digitalisierung bis auf einzelne Kommunen heruntergebrochen sehen könne.
Ende Oktober 2022 bestätigt Marco Holz vom Chaos Computer Club Darmstadt gegenüber Netzpolitik.org, dass die angestrebte Nutzung quelloffener Software bei der Umsetzung des OZG auf erhebliche Probleme stößt. Es brauche eine Strategie und klare gesetzliche Regelungen, um neue Herstellerabhängigkeiten bei der Verwaltungsdigitalisierung zu vermeiden.
Im Oktober 2022 fordern die Bundesländer Bayern, Baden-Württemberg, Hessen und Schleswig-Holstein, dass der Bund im Jahr 2023 nicht abgerufenes OZG-Geld erneut bereitstellt, um die Weiterfinanzierung abzusichern.
Im November 2022 warf der ehemalige Chef des Normenkontrollrats, Johannes Ludewig, Bundeskanzler Olaf Scholz vor, das Thema Digitalisierung und Verwaltungsmodernisierung zu vernachlässigen.
Die Spitzenverbände der Deutschen Wirtschaft (BDI, BDA, DIHK und ZDH) forderten im November 2022 in einem gemeinsamen Positionspapier ein neues Gesetz zur Verwaltungsdigitalisierung als Weiterentwicklung des Onlinezugangsgesetzes.
Der Chef des Normenkontrollrats, Lutz Goebel, sagte in der Welt am Sonntag vom 27. November 2022 in Bezug zu bevorstehenden Entlastungen der Bürger (Gaspreisbremse, Wohngelderhöhung), es räche sich nun, dass man die Digitalisierung der Verwaltung „schlicht versemmelt“ habe. Würde man sich am Anfang bei der Gesetzgebung mehr Zeit lassen, wäre der Frust am Ende bei allen Beteiligten geringer.
In seinem Jahresbericht 2022 sieht der Nationale Normenkontrollrat die Umsetzung der Verwaltungsmodernisierung in Deutschland mit großer Sorge, fordert ein OZG-Nachfolgegesetz und liefert dafür konkrete Empfehlungen.
Die kommunalen Spitzenverbände in Nordrhein-Westfalen stellten in einem Ende 2022 gemeinsam veröffentlichten Papier die Anforderungen der Kommunen an ein OZG-Nachfolgegesetz vor.

### 2023
Das Budget für die Verwaltungsdigitalisierung soll von 377 Mio. Euro im Jahr 2023 auf 3,3 Mio. Euro im Jahr 2024 reduziert werden.[veraltet]

## Diskussion um ein OZG-Folgegesetz
Nachdem im Verlauf des Jahres 2022 deutlich geworden war, dass die mit dem OZG angestrebten Ziele bis Ende 2022 nicht umgesetzt werden konnten, soll mit einem OZG-Folgegesetz („OZG 2.0“) im Jahr 2023 das nächste Update für die digitale Verwaltung erfolgen.
Die Gründe für das Scheitern des OZG sind vielfältig:
- das OZG kam bereits 2017 zu spät, nachdem der politische Druck zu groß geworden war
- die unterschiedlichen Zuständigkeiten, Interessen und IT-Infrastrukturen in Ländern und Kommunen
- Mangelndes Durchgriffsrecht des Bundes in der föderalen Gemengelage
- das Überschreiten der Umsetzungsfrist hatte keine Folgen für Behörden
- Schwierigkeiten bei der Realisierung des Einer-für-alle-Prinzips aufgrund fehlender einheitlicher Standards
- die fehlende Registermodernisierung
- die Bürger wurden zu wenig in digitale Prozesse integriert
- der Designfehler, dass das OZG gar nicht auf vollständig digitalisierte Verwaltungsprozesse ausgelegt war.

Die Bundes-Arbeitsgemeinschaft der Kommunalen IT-Dienstleister Vitako schlägt Anfang 2023 vor, das auf den Onlinezugang fixierte OZG durch ein umfassendes Verwaltungsdigitalisierungsgesetz abzulösen.
Anfang Februar 2023 kritisierte der Nationale Normenkontrollrat in einem Positionspapier zum Entwurf des OZG-Änderungsgesetzes, dass die bisher gesammelten Erfahrungen nur unzureichend berücksichtigt wurden und eine erkennbare Trendumkehr bei der Verwaltungsdigitalisierung nach wie vor fehlt.
Ende Februar 2023 formulierten auf Initiative von Bayern und Rheinland-Pfalz alle 16 Bundesländer acht Kernthemen an den Bund, um die Behördenmodernisierung zu beschleunigen:
- Einheitliche Deutschland-ID
- Von der OZG-Umsetzung zur Volldigitalisierung
- Kommunalebene in den Fokus rücken
- Weiterentwicklung des EfA-Prinzips
- Umsetzung der Single Digital Gateway-Verordnung (SDG-VO)
- Schaffung von Schnittstellen über Ökosysteme vorantreiben
- Digitalisierung konsequent umsetzen und rechtliche Hindernisse beseitigen
- Finanzierung sichern, Verteilung verbessern.

Mitte März 2023 stellt die Deutsche Industrie- und Handelskammer fest, dass ein umfassender Ansatz für eine Digitalisierung der Verwaltung in Deutschland noch immer nicht zu erkennen sei.
Ende April 2023 antwortet die Bundesregierung auf eine kleine Anfrage der CDU/CSU-Fraktion zur Weiterentwicklung des OZG. Ziel des Referentenentwurfs zum OZG 2.0, der sich Anfang Mai 2023 noch in der Ressortabstimmung befindet, sei es, den Rechtsrahmen für den elektronischen Zugang zu Verwaltungsleistungen im Portalverbund als Daueraufgabe zu setzen, die medienbruchfreie Abwicklung von digitalen Verwaltungsleistungen zu vereinfachen und die Bereitstellung einheitlicher Basisdienste durch den Bund sicherzustellen.
Anfang Mai 2023 kritisierte der Deutsche Beamtenbund im Zusammenhang mit der Umsetzung des OZG, dass die Abhängigkeit von externen Beratern viel zu groß sei und forderte massive Investitionen in die Fort- und Weiterbildung der vorhandenen Beschäftigten.

## OZG-Änderungsgesetz (OZG 2.0)
Am 24. Mai 2023 hat die Bundesregierung das von Bundesinnenministerin Nancy Faeser vorgelegte Maßnahmenpaket für die weitere Digitalisierung der Verwaltung beschlossen. Bei der Umsetzung soll eine enge Verzahnung mit den Projekten Registermodernisierung und Digitalen Identitäten sichergestellt werden. Der Entwurf wurde von der Fachöffentlichkeit überwiegend kritisch aufgenommen.
Mit Beschluss vom 7. Juli 2023 hat der Bundesrat zu dem Gesetzentwurf des OZGÄndG Stellung genommen. Die Bundesregierung antwortete mit einer Gegenäußerung und vertritt darin die Auffassung, dass das OZGÄndG lediglich einen gesetzlichen Rahmen schaffen kann, die weitere Umsetzung aber eine Daueraufgabe sei, die ebenenübergreifend und gemeinsam erfolgen müsse.
Die erste Lesung des OZGÄndG im Bundestag erfolgte im September 2023.
Am 23. Februar 2024 hat der Bundestag das Onlinezugangsgesetz 2.0 sowie weitere Vorschriften zur Digitalisierung der Verwaltung beschlossen. Die wichtigsten Maßnahmen sind:
- die Fokussierung auf die Ende-zu-Ende-Digitalisierung,

- die Festlegung eines einheitlichen Bürger- und Organisationskontos („BundID“),

- die Once-Only-Generalklausel, mit der der Abruf benötigter Nachweise bei anderen Behörden ermöglicht wird,

- die faktische Abschaffung der Schriftform

- die Bereitstellung von relevanten Standards und Schnittstellen durch das Bundesministerium des Innern und für Heimat (BMI).

Festgelegt wurde, dass die Verwaltungsleistungen, die Bund, Länder und Kommunen für Unternehmen anbieten, bis spätestens 2028 voll digitalisiert sein sollen.
Der Nationale Normenkontrollrat sieht im OZG 2.0 zwar deutliche Verbesserungen und unterstützt die darin enthaltenen Maßnahmen, insbesondere die verbindlich geregelte Standardisierung. Er beklagt jedoch, dass die zu komplizierten Mechanismen und Strukturen der Verwaltungsdigitalisierung weiterhin unangetastet bleiben.
Im Bundesrat erhielt das OZG 2.0 am 22. März 2024 nicht die erforderliche Mehrheit. Er rief auch nicht den Vermittlungsausschuss an. Bundesinnenministerin Faeser kündigte daraufhin an, der Bundesregierung vorzuschlagen, ihrerseits diesen Ausschuss anzurufen. Der Deutsche Landkreistag begrüßte die Entscheidung des Bundesrats, da in der Zusammenarbeit zwischen Bund und Ländern ein starkes Ungleichgewicht bestehe.
Am 14. Juni 2024 haben Bund und Länder schließlich aufgrund der im Vermittlungsausschuss erzielten Einigung dem Gesetz zur Änderung des Onlinezugangsgesetzes (OZG 2.0) zugestimmt. Das Gesetz enthält unter anderem folgende Punkte:
- Die BundID wird zum deutschlandweiten Angebot und weiterentwickelt zur DeutschlandID. Bundesweit soll sich damit identifiziert und Anträge gestellt werden können, entweder über den Online-Ausweis (eID) oder mit dem Elster-Zertifikat. Außerdem wird ein digitales Postfach bereitgestellt, über das kommuniziert und Bescheide zugestellt werden können.
- das Once-Only-Prinzip wird gesetzlich verankert.
- Der Datenschutz soll zum umfassenden Transparenz- und Steuerungswerkzeug ausgebaut werden.
- Spätestens nach fünf Jahren sollen unternehmensbezogene Verwaltungsleistungen des Bundes ausschließlich elektronisch angeboten werden.
- Der Bund wird im Einvernehmen mit dem IT-Planungsrat innerhalb von zwei Jahren bundesweit verbindliche Standards und einheitliche Schnittstellen vorgeben.

Das Gesetz zur Änderung des Onlinezugangsgesetzes (OZGÄndG) ist am 24. Juli 2024 in Kraft getreten.

### Verwaltungsportal des Bundes
- Verwaltungsportal des Bundes

### Verwaltungsportale der Bundesländer
- Verwaltungsportal Schleswig-Holstein
- Serviceportal Hamburg
- Serviceportal Bremen
- Serviceportal Niedersachsen
- Serviceportal Nordrhein-Westfalen
- Serviceportal Mecklenburg-Vorpommern
- Services und Dienste Sachsen-Anhalt
- Serviceportal Berlin
- Serviceportal Brandenburg
- Verwaltungsportal Thüringen
- Amt24 Sachsen
- Verwaltungsportal Hessen
- Bürgerplattform Rheinland-Pfalz
- Bürgerdienste-Saar
- Serviceportal Baden-Württemberg
- BayernPortal

### Verwaltungsportal der Europäischen Union
- Your Europe